# Августа Дежерін-Клюмпке
Августа Дежері́н-Клю́мпке (фр. Augusta Déjerine-Klumpke; 15 жовтня 1859, Сан-Франциско — 5 листопада 1927, Париж) — французька лікарка-невролог американського походження, дружина Жуля Дежеріна, також невролога. Перша з жінок, яка отримала посаду шпитального інтерна в Парижі.

## Життєпис
Августа Клюмпке навчалася на медичному факультеті Паризького університету, єдиному факультеті у Франції того часу, який допускав прийом жінок, на відміну від лондонського. 1885 року подала документи на вступ в інтернатуру й отримала відмінну оцінку за письмову роботу про ознаки і причини органічної геміплегії. Але за усний іспит комісія не погодилася поставити їй середню оцінку. Наступного року Августа повторила спробу вступу і досягла успіху за підтримки Поля Берта, міністра освіти і палкого поборника емансипації жінок. 1886 року вона стала першою в Парижі жінкою-інтерном шпиталю.
Відвідувала лекції з гістології професора Ранв'є в Колеж де Франс, що згодом допомогло їй у вивченні невропатології. У неділю вранці вона асистувала на лекціях Шарко в шпиталі Сальпетрієр. Під час стажування у професора Арді в паризькій лікарні Шаріте, її керівником був Жюль Дежерін, який 1888 року став її чоловіком.
Для завершення освіти, Жуль Дежерін влаштовує її в лабораторію професора Альфреда Вульпіана. 1889 року вона захищає дисертацію з назвою «Поліневрити в цілому, паралічі та атрофії, викликані сатурнізмом, зокрема».

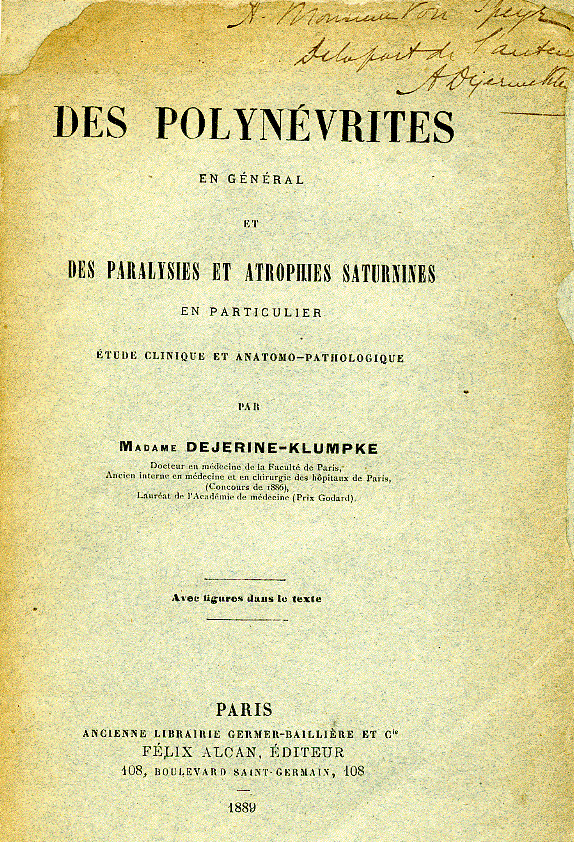
Титульний аркуш дисертації Августи Дежерін-Клюмпке

Слідом за чоловіком ставши професором неврології, вона 1895 року залишає лікарню Бісетр і повертається в Сальпетрієр. Їй належить значний внесок у написання праць, виданих спільно з чоловіком — «Анатомія нервової системи» (1895) та «Семіотика захворювань нервової системи» (1914). 1901 році Августу обрано членом Товариства неврології, а в 1914—1915 роках її обирали його головою. Разом з тим, протягом Першої світової війни вона займалася обслуговуванням 300 ліжок для поранених в Сальпетрієрі. Августа працювала над питаннями поранень і пошкоджень великих нервових стовбурів (спільно з Музоном) і поранень спинного мозку (з Ландау і Жументьє).
1906 року відзначена медаллю за хоробрість за порятунок дівчини, яка викинулася в Сену, витягши її на берег. 1913 року стає кавалером ордена Почесного легіону, а 1921 року — офіцером цього ордена.
Августа Дежерін-Клюмпке на десять років пережила свого чоловіка, який помер 1917 року. За допомоги дочки і зятя вона присвятила ці десять років відновленню своєї старої лабораторії та бібліотеки для створення музею, присвяченого науковій діяльності подружжя Дежерін.
Померла 5 листопада 1927 року в Парижі. Похована на кладовищі Пер-Лашез поруч із чоловіком (ділянка 28).

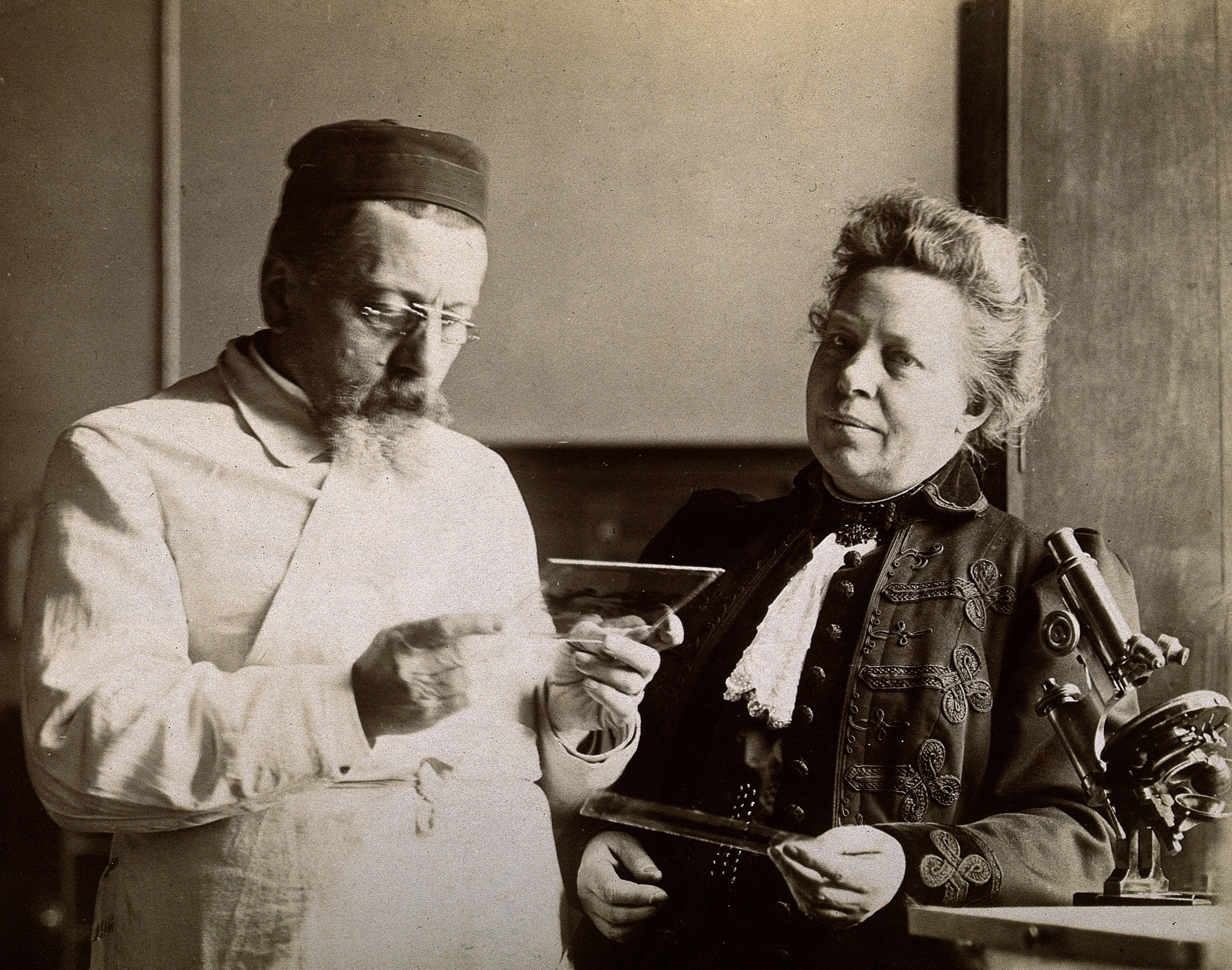
Подружжя Дежерін за роботою

## Родина
Жуль Дежерін (1849—1917) — чоловік, французький лікар-невролог і невропатолог швейцарського походження, анатом.
Дочка — Івонна стала лікарем, вийшла заміж за професора Етьєна Сорреля і присвятила себе лікуванню кісткового туберкульозу в лікарні міста Берк.
Є сестрою астрономки Доротеї Клюмпке-Робертс, художниці Анни Клюмпке (подруги і біографа художниці Рози Бонер) і скрипальки Джулії Клюмпке.

## Пам'ять
На честь дослідниці названо параліч нижніх відділів плечового сплетіння внаслідок ураження корінців нервів С8 і Т1, відомий як синдром Дежерін-Клюмпке.

## Роботи й публікації
- Des polynévrites en général et des paralysies et atrophies saturnines en particulier, Thèse de médecine, Davy (Paris), 1889, Texte intégral [Архівовано 3 лютого 2014 у Wayback Machine.]
- Des Polynévrites en général et des paralysies et atrophies saturnines en particulier, étude clinique et anatomopathologique, F. Alcan (Paris), 1889, Оцифрований документ на сайті електронної бібліотеки Gallica

У співавторстві:
- Anatomie des centres nerveux [Tome 1 : Méthodes générales d'étude-embryologie-histogénèse et histologie, anatomie du cerveau] par J. Dejerine avec la collaboration de [A.] Dejerine-Klumpke, Rueff (Paris), 1895—1901, Texte en ligne [Архівовано 19 лютого 2014 у Wayback Machine.] , Оцифрований документ на сайті електронної бібліотеки Gallica
- Anatomie des centres nerveux [Tome 2, Fascicule 1 : Anatomie du cerveau (suite), anatomie du rhombencéphale ] par J. Dejerine avec la collaboration de [A.] Dejerine-Klumpk, Rueff (Paris), 1895—1901, Texte en ligne [Архівовано 19 лютого 2014 у Wayback Machine.]